# Engelbert Röntgen (1829-1897)
Johann Matthias Carel Engelbert Röntgen (Deventer, 30 september 1829 – Leipzig, 12 december 1897) was een Nederlands violist en concertmeester van het Gewandhausorchester in Leipzig.
Engelbert Röntgen werd in Deventer geboren als zoon van de Duitse koopman Johann Engelbert Röntgen en de Nederlandse Carolina Huijser. Het was tijdens zijn jeugd niet duidelijk dat hij in de muziekwereld zijn geld zou gaan verdienen; zijn interesses liepen sterk uiteen. Hij raakte bevriend met Maurice Hageman en die stond onder invloed van Cornelis Alijander Brandts Buys, musicus te Deventer. Röntgen ging bij hem studeren als ook bij plaatselijk violist Frans Stroober.
Engelbert ging op 19-jarige leeftijd onder meer studeren bij Ferdinand David, aan het Leipziger Conservatorium. In 1854 trouwde hij met de pianiste Fredrika Pauline Klengel (1831-1888), wier vader Moritz Klengel violist was in het Gewandhauserorchester en broer Julius een beroemd cellist was. Het gezin kreeg twee dochters, Johanna (1857) en Caroline (1860-1936, echtgenote van beeldhouwer Arthur Trebst), en één zoon, de Nederlands-Duitse pianist en componist Julius Röntgen (1855-1932).
Hij publiceerde het artikel Einiges zur Theorie und Praxis in musikalischen Dingen (1893).
- Biblioteca Nacional de España: XX1746732
- Gemeinsame Normdatei: 116583681
- International Standard Name Identifier: 0000 0000 5941 1606
- Library of Congress Control Number: no89016468
- Nationale Bibliotheek van Letland: 000155295
- MusicBrainz: 2e07cbed-b7bc-4057-8a55-2bb39c46b538
- Nationale Bibliotheek van Israël: 987007424663905171
- Nederlandse Thesaurus van Auteursnamen: 17379050X
- Réseau des bibliothèques de Suisse occidentale: 02-A013348043
- Virtual International Authority File: 10601121
- WorldCat: E39PBJjHgfppwPFjDgcfTxvmBP